# Niedersachsenpokal 2016/17
Der Niedersachsenpokal 2016/17 war die 61. Austragung des niedersächsischen Verbandspokals der Männer im Amateurfußball. Das Finale fand am 25. Mai 2017 an der Osnabrücker Bremer Brücke statt.
Beide Finalisten qualifizierten sich über ihre Finalteilnahme für die erste Hauptrunde im DFB-Pokal 2017/18, da Niedersachsen zu den drei Landesverbänden mit den meisten Herrenmannschaften im Spielbetrieb gehört und somit zwei Mannschaften in den Vereinspokal entsenden durfte. Sollte sich ein Finalist über einen anderen Wettbewerb für den DFB-Pokal qualifizieren, findet ein Entscheidungsspiel zwischen den unterlegenen Halbfinalisten statt.

## Spielmodus
Es wurde zunächst versucht, in 90 Minuten einen Gewinner auszuspielen. Sollte es danach unentschieden gestanden haben, kam es im Gegensatz zu anderen Pokalwettbewerben direkt zum Elfmeterschießen ohne dreißigminütige Verlängerung. Im Elfmeterschießen wurde dann ein Sieger nach dem bekannten Muster ermittelt.

## Teilnehmende Mannschaften
Für den Niedersachsenpokal 2016/17 qualifizierten sich alle niedersächsischen Mannschaften der 3. Liga 2016/17 sowie der Regionalliga Nord 2016/17, alle Mannschaften der Oberliga Niedersachsen 2016/17 und die Bezirkspokalsieger der Saison 2015/16. Ausnahme sind zweite Mannschaften höherklassiger Vereine. Folgende Mannschaften nehmen in diesem Jahr am Niedersachsenpokal teil (In Klammern ist die Ligaebene angegeben, in der der Verein spielt):
| - TuS Bersenbrück (V) - Blau-Weiß Bornreihe (V) - FT Braunschweig (V) - BV Cloppenburg (V) - SV Drochtersen/Assel (IV) - 1. FC Germania Egestorf/Langreder (IV) - MTV Gifhorn (V) - SVG Göttingen 07 (V) - SV Arminia Hannover (V) - Hannoverscher SC (V) | - TSV Havelse (IV) - Heeslinger SC (V) - VfV 06 Hildesheim (IV) - SSV Jeddeloh (V) - Lüneburger SK Hansa (IV) - MTV Treubund Lüneburg (VI) - SV Meppen (IV) - Vorwärts Nordhorn (VI) - Eintracht Northeim (V) - VfB Oldenburg (IV) | - VfL Oldenburg (V) - VfL Osnabrück (III) - BSV Rehden (IV) - KSV Vahdet Salzgitter (VII) - SC Spelle-Venhaus (V) - TuS Sulingen (VI) - TB Uphusen (V) - Lupo Martini Wolfsburg (IV) - 1. FC Wunstorf (V) |

| Ligaebene in Klammern: III = 3. Liga • IV = Regionalliga • V = Oberliga • VI = Landesliga • VII = Bezirksliga |

## Termine
Die Spiele des diesjährigen Niedersachsenpokals werden an folgenden Terminen ausgetragen:
- Qualifikationsrunde: 23./24./27. Juli  und 3. August 2016
- Achtelfinale: 31. Juli und 3./17./24. August 2016
- Viertelfinale: 10./31. August 2016
- Halbfinale: 15./19. April 2017
- Finale: 25. Mai 2017

## Qualifikationsrunde
In der ersten Runde stehen sich jeweils zwei Mannschaften gegenüber und spielten die Achtelfinalisten aus. Drei Mannschaften erhielten vom NFV Freilose. Dazu gehörten der VfL Osnabrück, SV Drochtersen/Assel und der 1. FC Germania Egestorf/Langreder. (In Klammern ist die Ligaebene angegeben, in der der Verein spielt)
| Datum                     |                            | Ergebnis              |                             |
| ------------------------- | -------------------------- | --------------------- | --------------------------- |
| 23. Juli 2016, 16:00 Uhr  | FT Braunschweig (V)        | 1:2 (0:1)             | SV Arminia Hannover (V)     |
| 23. Juli 2016, 17:00 Uhr  | Eintracht Northeim (V)     | 1:1 (1:1) (1:4 i. E.) | SVG Göttingen 07 (V)        |
| 24. Juli 2016, 15:00 Uhr  | TuS Bersenbrück (V)        | 3:3 (1:2) (1:3 i. E.) | SSV Jeddeloh (V)            |
| 24. Juli 2016, 15:00 Uhr  | VfL Oldenburg (V)          | 1:0 (0:0)             | Heeslinger SC (V)           |
| 24. Juli 2016, 15:00 Uhr  | BSV Rehden (IV)            | 1:0 (1:0)             | VfB Oldenburg (IV)          |
| 24. Juli 2016, 15:00 Uhr  | TuS Sulingen (VI)          | 3:0 (1:0)             | Lupo Martini Wolfsburg (IV) |
| 24. Juli 2016, 15:00 Uhr  | Hannoverscher SC (V)       | 1:2 (0:1)             | VfV 06 Hildesheim (IV)      |
| 24. Juli 2016, 15:00 Uhr  | TB Uphusen (V)             | 1:3 (0:0)             | Lüneburger SK Hansa (IV)    |
| 24. Juli 2016, 15:00 Uhr  | MTV Treubund Lüneburg (VI) | 2:0 (1:0)             | Blau-Weiß Bornreihe (V)     |
| 24. Juli 2016, 16:00 Uhr  | Vorwärts Nordhorn (VI)     | 1:4 (0:0)             | SV Meppen (IV)              |
| 27. Juli 2016, 19:15 Uhr  | SC Spelle-Venhaus (V)      | 1:4 (0:2)             | BV Cloppenburg (V)          |
| 27. Juli 2016, 19:30 Uhr  | MTV Gifhorn (V)            | 3:4 (1:1)             | TSV Havelse (IV)            |
| 3. August 2016, 19:30 Uhr | 1. FC Wunstorf (V)         | 3:0 (1:0) 1           | KSV Vahdet Salzgitter (VII) |

## Achtelfinale
Die Sieger der Qualifikationsrunde und die drei Mannschaften mit Freilos spielten in dieser Runde die acht Viertelfinalisten aus. (In Klammern ist die Ligaebene angegeben, in der der Verein spielt)
| Datum                      |                            | Ergebnis              |                                        |
| -------------------------- | -------------------------- | --------------------- | -------------------------------------- |
| 31. Juli 2016, 15:00 Uhr   | SSV Jeddeloh (V)           | 1:1 (1:0) (3:2 i. E.) | BV Cloppenburg (V)                     |
| 31. Juli 2016, 17:00 Uhr   | SV Arminia Hannover (V)    | 3:0 (2:0)             | SVG Göttingen 07 (V)                   |
| 3. August 2016, 18:30 Uhr  | VfV 06 Hildesheim (IV)     | 3:0 (1:0)             | 1. FC Germania Egestorf/Langreder (IV) |
| 3. August 2016, 18:30 Uhr  | TuS Sulingen (VI)          | 3:4 (1:2)             | TSV Havelse (IV)                       |
| 3. August 2016, 18:30 Uhr  | MTV Treubund Lüneburg (VI) | 1:2 (0:2)             | Lüneburger SK Hansa (IV)               |
| 3. August 2016, 19:30 Uhr  | BSV Rehden (IV)            | 3:1 (2:1)             | SV Meppen (IV)                         |
| 17. August 2016, 19:00 Uhr | VfL Oldenburg (V)          | 0:2 (0:1)             | VfL Osnabrück (III)                    |
| 24. August 2016, 19:30 Uhr | 1. FC Wunstorf (V)         | 2:0 (1:0)             | SV Drochtersen/Assel (IV)              |

## Viertelfinale
Die Sieger des Achtelfinales ermitteln in vier Spielen die Halbfinalisten. (In Klammern ist die Ligaebene angegeben, in der der Verein spielt)
| Datum                      |                        | Ergebnis              |                          |
| -------------------------- | ---------------------- | --------------------- | ------------------------ |
| 10. August 2016, 18:15 Uhr | VfV 06 Hildesheim (IV) | 1:1 (0:1) (2:4 i. E.) | Lüneburger SK Hansa (IV) |
| 31. August 2016, 19:30 Uhr | TSV Havelse (IV)       | 1:2 (0:2)             | BSV Rehden (IV)          |
| 31. August 2016, 19:30 Uhr | SSV Jeddeloh (V)       | 1:3 (1:1)             | VfL Osnabrück (III)      |
| 31. August 2016, 19:30 Uhr | 1. FC Wunstorf (V)     | 0:1 (0:1)             | SV Arminia Hannover (V)  |

## Halbfinale
In diesen zwei Partien werden die beiden Finalisten des Niedersachsenpokals und damit auch die beiden Teilnehmer des DFB-Pokal 2017/18 ermittelt. (In Klammern ist die Ligaebene angegeben, in der der Verein spielt)
| Datum                     |                     | Ergebnis  |                          |
| ------------------------- | ------------------- | --------- | ------------------------ |
| 15. April 2017, 15:00 Uhr | BSV Rehden (IV)     | 0:2 (0:1) | Lüneburger SK Hansa (IV) |
| 19. April 2017, 19:00 Uhr | VfL Osnabrück (III) | 2:0 (0:0) | SV Arminia Hannover (V)  |

## Finale
Das Finale fand am 25. Mai 2017 an der Bremer Brücke in Osnabrück statt. Lüneburg hatte ursprünglich Heimrecht, verfügte jedoch nicht über eine geeignete Spielstätte.
| Paarung             | VfL Osnabrück – Lüneburger SK Hansa |
| Ergebnis            | 1:0 (1:0) |
| Datum               | 25. Mai 2017 um 14:45 Uhr |
| Stadion             | Bremer Brücke, Osnabrück |
| Zuschauer           | 2.092 |
| Schiedsrichter      | Arne Aarnink (Nordhorn) |
| Tore                | 1:0 Tigges (17.) |
| VfL Osnabrück       | Frank Lehmann – Nazim Sangaré, Marcel Appiah, Konstantin Engel, Kim Falkenberg – Sebastian Klaas (59. Kamer Krasniqi), Ahmet Arslan – Steffen Tigges, Bashkim Renneke (60. Michael Hohnstedt) – Kwasi Okyere Wriedt, Kemal Rüzgar (82. Anthony Syhre) Cheftrainer: Joseph Enochs |
| Lüneburger SK Hansa | Ole Springer – Leon Deichmann (81. Jannis Opalka), Linus Büchler, Lukas Pägelow, Thure Ilgner, Felix Vobejda – Tomek Pauer, Stefan Wolk, Kevin Tellez (70. Nick Gutmann) – George Kelbel (81. Ian-Prescott Claus), Gökay Isitan Cheftrainer: Elard Ostermann                     |
| Gelbe Karten        | Arslan (30.), Falkenberg (49.), Engel (54.) – Wolk (68.) |